# Cesta na konec noci
Cesta na konec noci (ve francouzském originále Voyage au bout de la nuit, česky původně nepřesně Cesta do hlubin noci) je první román francouzského spisovatele Louise Ferdinanda Célina. Jde o částečně autobiografické dílo, sledující život Ferdinanda Bardamua během první světové války a následně v koloniální Africe, ve Spojených státech a v chudinských čtvrtích meziválečné Paříže, kde pracuje jako lékař.
Kniha poprvé vyšla v pařížském nakladatelství Denoël et Steele v říjnu 1932. V češtině román poprvé vydal František Borový již v roce 1933 v překladu Jaroslava Zaorálka pod nepřesným názvem Cesta do hlubin noci (ve 30. letech se dočkala několika dotisků bez výrazných změn). Zaorálkův překlad znovu vyšel v roce 1995 v nakladatelství Atlantis v úpravě Anny Kareninové. Zaorálek původně knihu chtěl vydat pod názvem Cesta až na konec noci, po dohodě s nakladatelem však nakonec přistoupil k názvu Cesta do hlubin noci. V roce 2018 nakladatelství Atlantis vydalo knihu v novém překladu Anny Kareninové pod doslovným názvem Cesta na konec noci. Podobně měla kniha vyjít pod jiným názvem i v angličtině, nakonec vyšla v roce 1934 pod doslovně přeloženým názvem Journey to the End of the Night, a to na naléhání samotného Célina (navzdory tomu, že tento název nedává valný smysl).
Céline za knihu získal Renaudotovu cenu za rok 1932. V anketě deníku Le Monde 100 nejdůležitějších knih 20. století (1999) se Cesta umístila na šesté příčce.

## Česká vydání
- Cesta do hlubin noci. Překlad Jaroslav Zaorálek. Praha: František Borový, 1933. 640 s.
- Cesta do hlubin noci. Překlad Jaroslav Zaorálek. Brno: Atlantis, 1995. 444 s. ISBN 80-7108-094-2.
- Cesta na konec noci. Překlad Anna Kareninová. Brno: Atlantis, 2018. 452 s. ISBN 978-80-7108-371-9.